# العلاقات الغيانية المالية
العلاقات الغيانية المالية هي العلاقات الثنائية التي تجمع بين غيانا ومالي.

## مقارنة بين البلدين
هذه مقارنة عامة ومرجعية للدولتين:
| وجه المقارنة                                              | غيانا        | مالي            |
| --------------------------------------------------------- | ------------ | --------------- |
| المساحة (كم2)                                             | 214.97 ألف   | 1.24 مليون      |
| عدد السكان (نسمة)                                         | 777.86 ألف   | 18.54 مليون     |
| الكثافة السكانية (ن./كم²)                                 | 3.62         | 14.95           |
| العاصمة                                                   | جورج تاون    | باماكو          |
| اللغة الرسمية                                             | لغة إنجليزية | لغة فرنسية      |
| العملة                                                    | دولار غياني  | فرنك غرب أفريقي |
| الناتج المحلي الإجمالي (بليون دولار)                      | 3.68 مليار   | 15.29 مليار     |
| الناتج المحلي الإجمالي (تعادل القوة الشرائية) بليون دولار | 5.77 مليار   | 35.69 مليار     |
| الناتج المحلي الإجمالي الاسمي للفرد دولار أمريكي          | 4.13 ألف     | 724             |
| الناتج المحلي الإجمالي للفرد دولار أمريكي                 |              | 1.60 ألف        |
| مؤشر التنمية البشرية                                      |              | 0.419           |
| رمز المكالمات الدولي                                      | +592         | +223            |
| رمز الإنترنت                                              | .gy          | .ml             |
| المنطقة الزمنية                                           | 00           | 00              |

## منظمات دولية مشتركة
يشترك البلدان في عضوية مجموعة من المنظمات الدولية، منها:
| علم المنظمة | اسم المنظمة                                 | تاريخ انضمام غيانا | تاريخ انضمام مالي |
| ----------- | ------------------------------------------- | ------------------ | ----------------- |
|             | مجموعة دول أفريقيا والكاريبي والمحيط الهادئ | ?                  | ?                 |
|             | مؤسسة التنمية الدولية                       | 4 يناير 1967       | 27 سبتمبر 1963    |
|             | الأمم المتحدة                               | 20 سبتمبر 1966     | 28 سبتمبر 1960    |
|             | منظمة التجارة العالمية                      | ?                  | ?                 |
|             | منظمة الشرطة الجنائية الدولية               | ?                  | ?                 |
|             | المركز الدولي لتسوية المنازعات الاستشارية   | 10 أغسطس 1969      | 2 فبراير 1978     |
|             | الاتحاد الدولي للاتصالات                    | 8 مارس 1967        | 21 أكتوبر 1960    |
|             | البنك الدولي للإنشاء والتعمير               | 26 سبتمبر 1966     | 27 سبتمبر 1963    |
|             | الاتحاد البريدي العالمي                     | ?                  | ?                 |
|             | منظمة حظر الأسلحة الكيميائية                | ?                  | ?                 |
|             | مؤسسة التمويل الدولية                       | 4 يناير 1967       | 9 مايو 1978       |
|             | وكالة ضمان الاستثمار متعدد الأطراف          | 18 يناير 1989      | 22 أكتوبر 1992    |
|             | يونسكو                                      | 21 مارس 1967       | 7 نوفمبر 1960     |

## وصلات خارجية
- موقع وزارة الخارجية الغيانية